# Greg Smith
Gregory „Greg” Smith (ur. 8 stycznia 1991 w Vallejo) – amerykański koszykarz występujący na pozycjach silnego skrzydłowego oraz środkowego, aktualnie zawodnik Mineros de Zacatecas.
2 marca 2016 roku podpisał 10-dniową umowę z klubem Minnesoty Timberwolves. 8 sierpnia 2017 został zawodnikiem japońskiego Osaka Evessa.
8 listopada 2018 dołączył do zespołu Bank of Taiwan.
12 lipca 2019 zawarł umowę z Mineros de Zacatecas. Nie została ona jednak zrealizowana, ponieważ trzy dni później dołączył do filipińskiego Blackwater Elite.

## Osiągnięcia
Stan na 6 czerwca 2020, na podstawie, o ile nie zaznaczono inaczej.
NCAA
- Debiutant Roku Konferencji WAC (2010)
- Zaliczony do:
  - I składu:
    - pierwszoroczniaków All-American (2010)[8]
    - najlepszych nowo przybyłych zawodników WAC (2010)[9]

  - II składu WAC (2011)[9]

Indywidualne
(* – nagrody przyznane przez portale usbasket.com, latinbasket.com)
- Najlepszy środkowy*:
  - D-League (2012)
  - ligi portorykańskiej (2019)
- Wybrany do:
  - I składu:
    - NBA D-League (2012)
    - debiutantów NBA D-League (2012)
    - ligi portorykańskiej (2019)*
    - zawodników zagranicznych ligi portorykańskiej (2019)

  - III składu ligi meksykańskiej (2012)*
  - składu honorable mention letniej ligi NBA (2012 przez USA Sport Reporters)
- Uczestnik meczu gwiazd:
  - D-League (2012)
  - ligi portorykańskiej (2019)
- Lider ligi w skuteczności rzutów z gry (2012 – 66,8%)